# Reye-Syndrom
Das Reye-Syndrom (englische Aussprache, raɪ) ist eine Erkrankung, bei der eine akute Schädigung des Gehirns (Enzephalopathie) und eine fettige Degeneration der Leber im Vordergrund stehen. Es ist eine seltene Erkrankung, die zumeist Kinder im Alter von vier bis neun Jahren betrifft, jedoch in allen Altersstufen vorkommen kann. Die Erkrankung endet in bis zu 25 % der Fälle tödlich, in etwa 30 % bleiben neurologische Störungen, beispielsweise Sprach- und Lernschwierigkeiten zurück.
Sie wurde 1963 erstmals durch den australischen Pathologen Ralph Douglas Kenneth Reye (1912–1977) als eigene Entität beschrieben.

## Symptome
Das Reye-Syndrom tritt durchschnittlich eine Woche nach dem Abklingen von viralen Infekten (Influenza, Varizellen, Herpes) auf. Auch die Einnahme von Salicylaten (z. B. Aspirin) kann ursächlich sein. Es zeigen sich Symptome einer akuten Leberinsuffizienz (Vergrößerung der Leber, Erhöhung der Leberenzyme, Gerinnungsstörungen) sowie eine Enzephalopathie (Bewusstseinsstörungen, cerebrale Krampfanfälle). Meist beginnt das betroffene Kind plötzlich zu erbrechen, bekommt Fieber, ist ruhelos und reizbar, es treten Unterzuckerungen auf. Nach Huttenlocher lässt sich das Reye-Syndrom in verschiedene Stadien mit unterschiedlicher Prognose einteilen. Bei schweren Verläufen wird das Kind von heftigen Krämpfen geplagt und fällt möglicherweise sogar ins Koma (Stadium III nach Huttenlocher). Bei 60 % der Kinder kommt es im fortschreitenden Krankheitsverlauf zur Entwicklung eines Hirnödems (Stadium IV).
Der entsprechende Warnhinweis in den Fachinformationen zu Acetylsalicylsäure (ASS)-haltigen Arzneimitteln lautet:

„Acetylsalicylsäure soll bei Kindern und Jugendlichen mit fieberhaften Erkrankungen nur auf ärztliche Anweisung und nur dann angewendet werden, wenn andere Maßnahmen nicht wirken. Sollte es bei diesen Erkrankungen zu lang anhaltendem Erbrechen kommen, so kann dies ein Zeichen des Reye-Syndroms, einer sehr seltenen, aber lebensbedrohlichen Krankheit, sein, die unbedingt sofortiger ärztlicher Behandlung bedarf.“

## Entstehung
Pathogenetisch ist eine Schädigung der Mitochondrien relevant, besonders für stoffwechselaktive Organe wie Leber, Skelettmuskel und Gehirn. Weiterhin ist in den Leberzellen die Zahl der Peroxisomen erhöht.
Folgende mitochondriale Enzyme/Stoffwechselfunktionen sind beeinträchtigt:
- Pyruvatdehydrogenase und Enzyme der Atmungskette in allen Organen → verstärkter anaerober Stoffwechsel → Laktatbildung → Übersäuerung des Körpers.
- Carbamoylphosphat-Synthetase, besonders in der Leber → Harnstoffzyklus beeinträchtigt → Das „Nervengift“ Ammoniak reichert sich an.
- Beta-Oxidation (Fettsäureabbau) in Leber und Muskel → Energiemangel und Anreicherung von Fettsäuren.

Es kommt zur „fettigen Degeneration“ der Leber (Fettleberentzündung). Ammoniak reichert sich an und führt im Gehirn zu einem erhöhten Innendruck, dem sogenannten Hirnödem.
Die eigentliche Ursache des Reye-Syndroms ist unbekannt. Die Zahl gemeldeter Fälle ging aber beispielsweise in den USA im Einklang mit dem Rückgang der Anwendung von Salicylaten bei fieberhaften Erkrankungen nach entsprechenden Warnungen in medizinischen Fachkreisen, in der Öffentlichkeit und auf den Medikamentenpackungen zurück. Daher wird eine Assoziation von vorangegangenen Virusinfektionen mit der Einnahme von ASS oder anderen Salicylaten angenommen. Diskutiert wird auch eine genetische Veranlagung.

## Diagnostik
- Blutuntersuchung, Urin, Giftstoffe
- Hirnströme
- Bildgebende Verfahren
- Leberbiopsie
- Medikamentenanamnese

## Therapie
Es gibt keine ursächliche Therapie. Behandelt wird symptomatisch in Form einer intensivmedizinischen Überwachung und Therapie:
- Sedierung (psychisch dämpfende Medikamente)
- Beatmung
- osmotische Diuretika (z. B. Mannitol) zur Senkung des Hirndrucks
- Peritonealdialyse zur Ammoniakentgiftung